# Lukovo (Nikšić)
Pour les articles homonymes, voir Lukovo.
Lukovo (en serbe cyrillique: Луково) est un village de l'ouest du Monténégro, dans la municipalité de Nikšić.

## Démographie

### Évolution historique de la population[1]
| 1948 | 1953 | 1961 | 1971 | 1981 | 1991 | 2003 |
| ---- | ---- | ---- | ---- | ---- | ---- | ---- |
| 456  | 489  | 487  | 527  | 402  | 356  | 295  |